# Superman/Batman: Apocalypse
Superman/Batman: Apocalypse ist ein US-amerikanischer Direct-to-Video-Trickfilm aus dem Jahr 2010 und die Fortsetzung des Films Superman/Batman: Public Enemies. Das unter der Regie von Lauren Montgomery entstandene Werk ist der neunte Film der DC Universe Animated Original Movies und erzählt, wie Supermans Cousine Kara Zor-El auf der Erde landet und sich zu Supergirl entwickelt. Während der Film in diversen Zuschauerrankings gut abschnitt, wurde er von vielen DC-Fans stark kritisiert.

## Handlung
Der Film setzt nach den Ereignissen aus Superman/Batman: Public Enemies in Gotham City ein. In den Nachrichten ist noch immer die Absetzung von Präsident Lex Luthor ein heiß diskutiertes Thema. Zudem wird über die als neueste Überwachungsmethode über der Stadt schwebenden Luftschiffe in den Medien kontrovers geredet. Durch Batmans Zerstörung eines Meteoriten aus Kryptonit kommt es noch immer zu Meteoritenschauern.
Zur selben Zeit schlägt ein großes Meteoritenstück in eine Bucht vor Gotham ein. Batman macht sich auf den Weg zum Einschlagsort und entdeckt unter Wasser in den Überresten des Meteoriten ein fremdartig beschriftetes Raumschiff. Währenddessen taucht eine junge Frau aus dem Wasser auf. Sie gelangt in das Wasserfahrzeug Batmans, der dadurch benachrichtigt wird, betätigt einen Hebel, durch den sie losfährt, sodass das Gefährt an der Küste zerschellt und explodiert.
Die Frau trifft am Hafen auf drei Arbeiter. Sie können sich jedoch nicht miteinander verständigen, sodass die Situation eskaliert und die Frau zwei der Männer verprügelt und davonläuft. Auf der Straße wird sie von einem Auto angefahren, was sie jedoch unversehrt übersteht. Mit ihrem unkontrolliert eingesetzten Laserblick jagt sie zudem ein Polizeiauto in die Luft, sodass sie von der Polizei verfolgt wird. Dabei beginnt die junge Frau in der Luft zu schweben und steht letztendlich auf einem Hausdach Batman gegenüber. Nachdem auch dort die Situation eskaliert, fliegt das Mädchen unkontrolliert in ein Luftschiff, das explodiert. Durch Supermans Eingreifen vor dem Aufprall kann Schlimmeres verhindert werden. Daraufhin nimmt Batman die bewusstlose Frau in sein Hauptquartier, die Bathöhle, mit. Dort erkennt er, dass die Frau keine menschliche DNS besitzt. Die Frau wacht wieder auf und demoliert unkontrolliert die Bathöhle, als Superman auftaucht und sich ihr als Kal-El vorstellt. Sie sagt ihm, dass sie Kara Zor-El heiße, von Krypton komme und seine Cousine sei.
Eine Woche später befinden sich Superman, Kara Zor-El und Batman in der Festung der Einsamkeit, Supermans Hauptquartier. Dort bestätigt er Batman durch die Schrift am Raumschiff Zor-Els Aussage. Batman steht dem jedoch skeptisch gegenüber, da er in der jungen Frau eine potenzielle Bedrohung sieht. Zor-El, die innerhalb einer Woche fließend Englisch gelernt hat, kann sich an nichts mehr vor der Landung auf der Erde erinnern und sitzt in der Festung der Einsamkeit in Quarantäne. Mit Hilfe von Batman und Superman schafft es Zor-El, sich an ihre letzten Augenblicke auf Krypton zu erinnern. Sie erzählt Batman, dass sie, als sie von Krypton abreiste, sah, wie der Planet unterging und ihre Eltern vor ihr starben.
Zur selben Zeit auf dem Planeten Apokolips: Nachdem Big Barda als Captain der Ehrengarde von Darkseid desertierte, beauftragt er Granny Goodness für ihn einen Ersatz zu finden. Er findet jedoch niemanden, der gegen die Furys im Kampf besteht. Darkseid wird ungeduldig und droht ihn zu töten, sollte er keine würdige Nachfolgerin für Barda finden. Dabei schlägt Darkseid Goodness vor, Zor-El zu entführen und sie zur Nachfolgerin Bardas auszubilden.
Nachdem die Quarantäne für Zor-El vorbei ist, lebt sie mit Kal-El, der bürgerlich auf der Erde als Clark Kent unterwegs ist, in Metropolis. Um Zor-El die Kultur zu zeigen, besuchen sie Modehäuser, essen Hot Dogs und gehen am Abend im Park spazieren. Dort erkennt Zor-El anhand einer Supermanstatue, dass die Menschen Superman als übermächtig ansehen. Kent klärt sie über die Wichtigkeit auf, die Identitätsgeheimhaltung für Superhelden hat. Zor-El hat Angst davor, die Verantwortung als Superheldin tragen zu müssen. Plötzlich werden sie von Amazonen angegriffen, die das Mädchen entführen wollen. Dabei zerstört Zor-El mit dem Röntgenblick ungewollt Teile des Parks. Der Kampf endet abrupt, als Superman Zor-El in den Armen von Wonder Woman sieht. In Paradise Island, ihrer Heimat, gibt es Visionen, die Zor-El in großer Gefahr sehen. Gemeinsam mit dem hinzukommenden Batman überzeugt Wonder Woman Superman, dass Zor-El nach Paradise Island mitkommen muss, wo sie lernen soll, ihre Kräfte unter Kontrolle zu bringen.
Bei den Amazonen lebt auch Lyla, die ebenfalls über Superkräfte verfügt. Sie hat immer wieder Visionen von ihrem Tod in Anwesenheit von Kal-El und Zor-El. Unter den Augen von Batman, Superman, dem das Training missfällt, und unter der Aufsicht von Wonder Woman trainiert Zor-El bereits seit zwei Monaten. Als sie gegen Artemis kämpft und verliert, schreitet Superman ein und verlangt von Wonder Woman, Zor-El zu ihm nach Metropolis gehen zu lassen. Es kommt zu einem Streit. Zor-El ist über die Versuche, über sie zu bestimmen, erzürnt und fliegt mit Lyla, die sie als ihre einzige Vertrauensperson ansieht, an einen Strand, wo sie Zor-Els Probleme besprechen.
Während Diana Prince, die Tarnidentität von Wonder Woman, Kent noch über die Visionen, die Zor-El in Gefahr sehen, aufklärt, öffnet sich vor ihnen ein Portal, das nach Apokolips führt und aus dem eine durch Darkseid vervielfältigte „Doomsdayarmee“ kommt. Darkseids Klonarmee und das Superheldentrio kämpfen gegeneinander. Die herbeieilende Amazonenarmee und Supermans Superkräfte bringen für die Klonarmee die Niederlage. Während des Gefechts erkennt Batman, dass der Kampf nur der Ablenkung diente; durch ein zweites Portal an der Küste konnte Darkseid Zor-El nach Apokolips mitnehmen, wobei Lyla, die bei Zor-El war und sie vor Darkseid beschützen wollte, getötet wurde. Batman, der zu spät ankam, steht vor der toten Lyla, als auch Superman und Wonder Woman zur Stelle kommen. Superman legt ihr sein Umhang über und trägt sie aus dem Wasser; damit haben sich Lylas Visionen bewahrheitet.
Superman, Batman und Wonder Woman wollen nun nach Apokolips, um Lylas Tod zu rächen und Zor-El zurück auf die Erde zu holen. Dort beginnt Darkseid Zor-El zu manipulieren und sie zum Captain seiner Ehrengarde zu trainieren. In einer Kleinstadt treffen Batman, Wonder Woman und Superman auf Barda, dem desertierten Captain von Darkseids Ehrengarde, und bitten sie um Hilfe, um nach Apokolips zu gelangen. Barda stellt dem Trio das Portal unter der Bedingung zur Verfügung, dass sie mitkommen und sie unterstützen dürfe.
Auf Apokolips kommt es zum Kampf zwischen ihnen und den Furys. Dabei kann Superman zu Darkseid vordringen und fordert, dass Zor-El mit ihm kommt. Darkseid gibt der manipulierten Zor-El die Wahl, mit Kal-El zurück auf die Erde zu kommen oder auf Apokolips Anführerin seiner Ehrengarde zu sein. Zor-El entscheidet sich, auf Apokolips bleiben zu wollen. Es kommt zum Kampf zwischen ihr und Superman, der sie zurück auf die Erde bringen will. Während Zor-El Superman verprügelt, befiehlt Darkseid ihr, Superman, der sich weigert gegen sie zu kämpfen, zu töten und sie prügelt unaufhörlich auf Superman ein, bis er sich schließlich wehrt und sie besiegt.
Zwischenzeitlich besiegen Wonder Woman und Barda die Furys und Goodman. Batman, der ebenfalls den Kämpfen entfliehen konnte, findet sogenannte Höllensporen, die durch einen Code aktiviert werden können, wodurch ganz Apokalips vernichtet werden kann. Batman findet den Code heraus, aktiviert ihn, programmiert ihn um, findet Darkseid auf, der das Gefecht zwischen Superman und Zor-El verfolgt, und fordert von ihm, dass er Zor-El gehen lasse, damit er die Höllensporen deaktiviere. Schließlich kapituliert Darkseid und lässt Zor-El und ihre Begleiter auf die Erde zurück.
Auf Paradise Island kommt die bewusstlose Zor-El wieder zu sich. Superman ist bei ihr. Sie trauert Lyla nach und ist schockiert von den Ereignissen auf Apokolips. Superman, der auf Zor-Els Wunsch eingehen will, dass sie keine Superheldin sein will, will sie schließlich zu seinen Zieheltern Martha und Jonathan Kent nach Smallville bringen. Dort werden sie jedoch von Darkseid überrascht, der sich für die Vorkommnisse auf Apokolips rächen und Superman töten will. Es kommt zum Kampf zwischen Clark Kent mit Zor-El gegen Darkseid, bei dem Kent scheinbar ums Leben kommt. Nun kommt es zum Zweikampf zwischen Zor-El und Darkseid, der sie besiegt, aber am Leben lässt, als Superman zurückkehrt. Darkseid, der ein Portal nach Apokolips öffnet, kämpft nun erneut gegen ihn. Mit Hilfe Zor-Els kann er ihn nun besiegen und ihn in das Portal treten. Durch eine Umprogrammierung des Portals durch Zor-El während des Zweikampfs zwischen ihrem Cousin und Darkseid konnte Zor-El bewirken, dass der Schurke irgendwo im Weltall landet und in der Kälte erstarrt. Schließlich kommen Kal-Els Zieheltern, lernen Zor-El kennen und sehen, wie ihr Haus vor ihnen einstürzt.
Zor-El sieht nun ein, dass sie doch, wie von Superman vorausgesagt, zur Superheldin bestimmt ist. Auf Paradise Island stellt Superman unter großem Beifall den Amazonen und seinen Mitstreitern auf Apokolips seine Cousine Zor-El als Supergirl vor und fliegt mit ihr nach Metropolis.

## Produktion

### Entstehung
Der von Warner Premiere, DC Comics und Warner Bros. Animation produzierte Zeichentrickfilm Superman/Batman: Apocalypse basiert auf das von Jeph Loeb verfasste und von Michael Turner sowie Peter Steigerwald gezeichnete Graphic Novel Superman/Batman: Supergirl aus der World’s-Finest-Reihe Superman/Batman. Dieses erschienen erstmals in den Comics Superman/Batman #8 bis 13 von März bis November 2004. Die Teilreihe wurde später unter dem Titel The Supergirl From Krypton zusammengefasst und erschien schließlich als Sammelwerk unter dem Titel Superman/Batman – Volume 2: Supergirl. Mit dem Auftritt kehrte Supergirl erstmals seit über 20 Jahren Abwesenheit wieder in einem neuen Comic, das von DC veröffentlicht wurde, auf. Der Film hält sich die ersten 30 Minuten nah an seiner Vorlage, weicht jedoch dann an diversen Stellen von ihr ab.
Bruce Timm, der sich seit 1992 um animierte DC-Adaptionen kümmert, kehrte im Filmstab als Produzent aus dem Vorgängerfilm Superman/Batman: Public Enemies zurück. Lauren Montgomery, der zuvor für Justice League: Crises on Two Earths im Regiestuhl für einen Film der DC Universe Animated Original Movies saß, ersetzte Sam Liu als Regisseur.

### Synchronisation
Zahlreiche Synchronsprecher der Originalvertonung vertonten bereits früher für DC die gleichen Rollen in anderen Animationsfilmen. Mit Tim Daly, der 1996 für die Zeichentrickserie Superman den Titelhelden erstmals sprach, und Kevin Conroy, der bereits seit der 1992 erstmals ausgestrahlten Zeichentrickserie Batman dem auch als Dunklen Ritter bekannten Superhelden seine Stimme lieh, kehrten die Originalsprecher aus dem Vorgängerfilm, Superman/Batman: Public Enemies, zurück. In der deutschen Synchronisation ersetzte Sascha Rotermund die Stimme von Ingo Albrecht als Superman und David Nathan ersetzte Batmans Synchronsprecher Eberhard Haar. Die Rolle der Wonder Woman wurde im Original von Susan Eisenberg übernommen. Sie war erstmals 2001 in der Fernsehserie Die Liga der Gerechten als Amazonenprinzessin auf Englisch zu hören. Wie auch für die Serie übernahm Arianne Borbach in Superman/Batman: Apocalypse die deutsche Stimme für sie.
| Figur                          | Originalsprecher  | Deutscher Synchronsprecher |
| ------------------------------ | ----------------- | -------------------------- |
| Clark Kent / Kal-El / Superman | Tim Daly          | Sascha Rotermund           |
| Bruce Wayne / Batman           | Kevin Conroy      | David Nathan               |
| Diana Prince / Wonder Woman    | Susan Eisenberg   | Arianne Borbach            |
| Kara Zor-El / Supergirl        | Summer Glau       | Julia Ziffer               |
| Darkseid                       | Andre Braugher    | Oliver Siebeck             |
| Granny Goodness                | Ed Asner          | Reinhard Kuhnert           |
| Big Barda                      | Julianne Grossman | Anke Reitzenstein          |
| Gilotina                       | Salli Saffioti    | Katrin Zimmermann          |
| Lyla                           | Rachel Quaintance | Dascha Lehmann             |

## Rezeption

### Veröffentlichung
Superman/Batman: Apocalypse wurde durch Warner Home Video am 28. November 2010 in den Vereinigten Staaten auf DVD, Blu-ray, Video on Demand und als Download veröffentlicht. In Deutschland erschien der Film mehr als eineinhalb Wochen später, am 8. Oktober. Es erschienen zwei verschiedene DVD-Versionen: Eine Standardversion und eine sogenannte 2-Disc-Special-Edition. Während sich in der ersten DVD dasselbe Material wie in der Standardfassung befindet, findet sich in der zweiten Disc zusätzlich eineinhalb Stunden Zusatzmaterial wieder. Dabei ist unter anderem mit Green Arrow ein Kurzfilm aus der Reihe DC Showcase erhalten. Im Blu-ray-Verkauf wird lediglich eine Fassung mit einer Disc verkauft, wobei hier neben dem Zusatzmaterial aus der zweiten DVD-Disc zusätzlich nochmal etwa eine Stunde Bonus-Material erhalten ist.
Durch die DVD-Verkäufe konnten über 6,3 Millionen US-Dollar eingenommen werden und durch die Blu-ray-Verkäufe über 1,5 Millionen US-Dollar. Damit konnte insgesamt ein Verkaufsgewinn von über 7,9 Millionen US-Dollar erzielt werden.

### Kritik
Während der Film auf Rotten Tomatoes und in der Internet Movie Database mit 63 Prozent beziehungsweise 7,2 von 10 Sternen relativ gut abschnitt, ist der Film von vielen DC-Fans negativ bewertet worden. Cindy White schrieb in IGN, dass es „in diesem Film nicht wirklich um Action geht, sondern geht es um Charakterentwicklung“. Sie kommt zum Fazit, dass auch mit dem Film das „DC-Universum bisher nichts wirklich schreckliches oder unserer Zeit unpassendes herausgebracht hat, und der Trend setzt sich hier fort. Es ist nur eine Schande, dass [die Macher] das Bedürfnis zu haben scheinen, das verbergen zu wollen, worum es im Film tatsächlich geht“. White vergab dem Film acht von zehn möglichen Punkten.
Unter Fans wurde der Film eher negativ aufgenommen. So schreibt Jeffrey Bridges auf der Seite Superman Homepage, dass knapp die erste Stunde des Films langweilig sei und gegenüber Frauen geschlechtsbezogene Vorurteile verbreite, die zum Teil nicht einmal in der Comicvorlage vorkommen. So meint Superman an einer Stelle zu Zor-El: „Shopping, Junk Food… Du bist wahrlich ein Mädchen von der Erde“. Lediglich die letzten 20 Minuten findet Bridges interessant, sodass er dem Film zwei von fünf Sternen vergab. Jeffrey Taylor, ebenfalls Autor der Seite Superman Homepage, bemängelte zudem, dass die Zeichnungen ähnlich wie in den Comics den Stil von Ed McGuinness zwar versuchen nachzumachen, ihn aber nicht so gut treffen wie die Vorlage. Ebenfalls beurteilte Zach Demeter auf The World’s Finest den Film im Gegensatz zum Vorgängerfilm der Reihe, Batman: Under the Red Hood, negativ und meint, dass die Handlung planlos fortschreite. Er kritisiert ebenfalls die Darstellung von Zor-El als „girly girl“ und meint, dass der Fokus zu sehr auf Supergirl gelegt ist, als auf die anderen Charaktere wie zum Beispiel den titelgebenden Rollen. Zudem kritisiert er die Animation der Sprechbewegungen, die nicht mit der Stimme übereinstimmen, was auch Jeffrey Bridges kritisiert. Dass Superman und Batman nicht im Rampenlicht stehen, stört insbesondere auch Jett, Gründer der Seite Batman on Film. Er meint sogar aus diesem Grund, dass Superman/Batman: Apocalypse nicht einmal ein „echter“ Batman-Film sei, obwohl Batman „zumindest cool aussieht“.